# Östra Sallerups socken
Östra Sallerups socken i Skåne ingick i Frosta härad och området ingår sedan 1971 i Hörby kommun och motsvarar från 2016 Östra Sallerups distrikt.
Socknens areal är 44,71 kvadratkilometer varav 44,60 land. År 2000 fanns här 576 invånare. Kyrkbyn Östra Sallerup med sockenkyrkan Östra Sallerups kyrka ligger i socknen.

## Administrativ historik
Socknen har medeltida ursprung. Före den 1 januari 1886 (ändring enligt beslut den 17 april 1885) var namnet Sallerups socken.
Vid kommunreformen 1862 övergick socknens ansvar för de kyrkliga frågorna till Östra Sallerups församling och för de borgerliga frågorna bildades Östra Sallerups landskommun. Landskommunen uppgick 1952 uppgick i Långaröds landskommun som uppgick 1969 i Hörby köping som ombildades 1971 till Hörby kommun. Församlingen uppgick 2006 i Västerstads församling som 2014 uppgick i Hörby församling.
1 januari 2016 inrättades distriktet Östra Sallerup, med samma omfattning som församlingen hade 1999/2000.  
Socknen har tillhört län, fögderier, tingslag och domsagor enligt vad som beskrivs i artikeln Frosta härad. De indelta soldaterna tillhörde Norra skånska infanteriregementet, Frosta kompani och Skånska dragonregementet, Sallerups skvadron, Sallerups kompani.

## Geografi
Östra Sallerups socken ligger sydost om Hörby med Linderödsåsen i öster. Socknen är i väster en odlad slättbygd, i öster en kuperad mossrik skogsbygd med höjder som når 180 meter över havet.

## Fornlämningar
Från stenåldern är en boplatser funnen. Från bronsåldern finns gravhögen Klacks backe. Dessutom finns här en stensättning. 

## Namnet
Namnet skrevs 1201 Saxalstorp och kommer från kyrkbyn. Efterleden är torp, 'nybygge'. Förleden innehåller troligen mansnamnet Saxel.